# Jean-Baptiste Van Cutsem

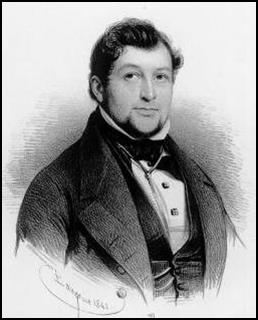

Jean-Baptiste Van Cutsem (Assebroek, 15 januari 1807 - Brussel, 7 oktober 1859) was een Belgisch volksvertegenwoordiger.

## Levensloop
De familie Van Cutsem vond haar oorsprong in Sint-Pieters-Leeuw. Jean-Baptiste was een zoon van Nicolas Van Cutsem (1778-1862), voorzitter van de rechtbank van koophandel en gemeenteraadslid van Antwerpen, die in 1802 getrouwd was met Beatrix Roelandts (Aalter, 1780-1857). In de Franse tijd woonden ze aan de rand van Brugge, in de wijk Steenbrugge. Jean-Baptiste was een van de zeven kinderen uit dit echtpaar, van wie enkele zorgden voor een uitgebreid nageslacht. De oudste dochter, Camille Van Cutsem (1885-1881), trouwde met Alexandre Jullien, zoon van de Belgische revolutionair en liberale volksvertegenwoordiger Isidore Jullien. De dochter van Alexandre, Adenaïde Jullien, trouwde met Emile De Clercq, katholiek volksvertegenwoordiger. Beatrix Roelandts was een dochter van Jean-Baptiste Roelandts (1739-1813), baljuw en vervolgens 'secrétaire municipal' van Aalter, die na 1773 de aankoper was van het grote jezuïetengoed, genaamd 'Den Blecken Vijver' in Aalter, dat later overging op leden van de families Van Cutsem en Jullien.
Het gezin Nicolas Van Cutsem verhuisde rond 1810 naar Gent en rond 1820 naar Antwerpen. Jean-Baptiste van Cutsem trouwde in 1836 in Kortrijk met Thérèse Delacroix. Het echtpaar bleef kinderloos. Delacroix was een notabele familie in Kortrijk, afkomstig uit Armentières, waarvan sommige leden, die hun naam als 'de la Croix' schreven, het domein Sint-Anna bezaten, waar Aimable de la Croix een kasteel bouwde. De handelaar en ontvanger van het Bureel van Weldadigheid Jean-Baptiste Delacroix (1751-1839) had drie zoons die een rol in Kortrijk speelden:
- Jean-Baptiste Delacroix (1783-1852) was ontvanger zoals zijn vader, handelaar en zaakwaarnemer,
- Antoine Delacroix (1785-1851) was politiecommissaris en actief in de rederijkersgezelschappen,
- Pierre-Joseph Delacroix (1787-1867) was stadssecretaris en tevens handelaar.

Gepromoveerd tot doctor in de rechten (1829) aan de Rijksuniversiteit Gent, was hij nauwelijks een paar maanden stagiair-advocaat of hij werd substituut van de procureur des Konings in Kortrijk. In 1832 werd hij substituut in Antwerpen en van 1836 tot aan zijn dood was hij procureur des Konings bij de rechtbank van eerste aanleg in Kortrijk.
In 1839 werd hij verkozen tot liberaal volksvertegenwoordiger voor het arrondissement Kortrijk en vervulde dit mandaat tot aan de wet op de onverenigbaarheden van 1848. Hij koos toen voor de magistratuur.
Na de (tussentijdse) verkiezing van 1839, waarin hij werd verkozen, met 431 stemmen tegen 231 voor Désiré de Haerne, werd hij niet onmiddellijk in de Kamer aanvaard. Hij moest eerst zijn geboorteakte voorleggen teneinde aan te tonen dat hij de vereiste leeftijd had en bewijzen dat hij de Belgische nationaliteit bezat. Toen hij daaraan voldaan had, werd hij als Kamerlid aanvaard. Hij was een actief parlementslid.
Hij werd als liberaal gecatalogeerd, maar alvast behoorde hij tot de gematigde liberalen of evolueerde hij zelfs naar de katholieke partij. Els Witte heeft aangetoond dat hij in 1847 als kiesagent optrad ten voordele van de katholieke kandidaat voor de senaat, burgemeester Felix Bethune, en dat deze zelfs de kosten vergoedde die Van Cutsem had voor een electorale verplaatsing die hij maakte naar Moeskroen en Dottenijs. In de door haar geciteerde briefwisseling (met brieven waarin Van Cutsem Bethune aanschreef als 'Cher Ami') werd ook vermeld dat Van Cutsem een nauwe vriend was van de katholieke minister van Justitie Jules d'Anethan.

## Beknopte genealogie
- Gillis van Cutsem (overleden Sint-Pieters-Leeuw, 1493) x Lisbette van Droeshout
  - Gillis Van Cutsem x Lysbette Weyns
    - Joos van Cutsem x Catelijne Van den Berghe
      - Jan Van Cutsem (overleden Sint-Pieters-Leeuw, 1589) x Elisabeth Moonens
        - Joos Van Cutsem (overleden Sint-Pieters-Leeuw, 1620) x Maria Van Cutsem 
          - Renier Van Cutsem (Sint-Pieters-Leeuw, 1605-1659 of 1678) x Margriet Walravens, acht kinderen
            - Joos Van Cutsem (1633 - Halle, 1699) xx Anna De Bast (1655-1722), acht kinderen
              - Philippe Van Cutsem (Buizingen, 1684 - Brages, 1755) x Marie Paridaens (1690-1764), dertien kinderen
                - Adrien Van Cutsem (Pepingen, 1726 - Brussel, 1810) x Elisabeth Van Passel (1734), zes kinderen
                  - Nicolas Van Cutsem (Brussel, 1778 - Antwerpen, 1862)  x Reatrix Roelandts (1780-1857), zeven kinderen
                    - Jean-Baptiste Van Cutsem (Assebroek, 1807 - Brussel, 1859) x Thérèse Delacroix of De la Croix